# Miomantis saussurei
Miomantis saussurei är en bönsyrseart som beskrevs av Schulthess-rechberg 1899. Miomantis saussurei ingår i släktet Miomantis och familjen Mantidae. Inga underarter finns listade i Catalogue of Life.